# Alessandro Grande

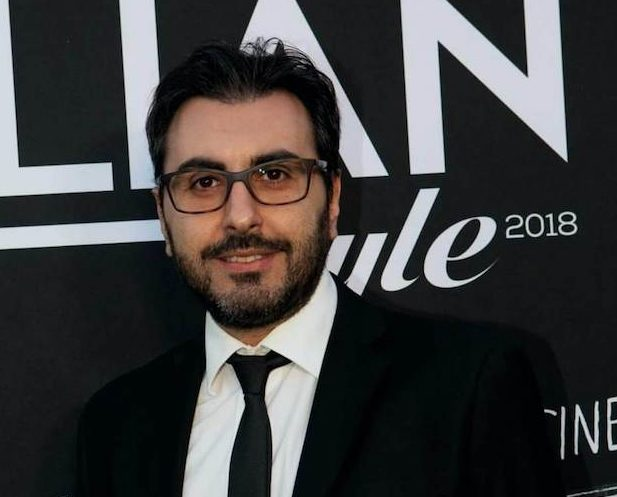
Il regista Alessandro Grande a Los Angeles per la proiezione di 'Bismillah' al festival Cinema Italian Style

Alessandro Grande (Catanzaro, 26 agosto 1983) è un regista cinematografico e sceneggiatore italiano.

## Biografia
Avviato alla carriera teatrale in Calabria, si trasferisce nel 2003 a Roma. Si laurea nel 2006 in Comunicazione multimediale con specializzazione in Storia e Critica del cinema conseguita nel 2008 presso l'Università di Tor Vergata. Ha frequentato diversi seminari e stage tra i quali quello diretto da Aurelio Grimaldi in “Regia e sceneggiatura cinematografica”. È stato il docente del biennio 2015/16 in regia e sceneggiatura cinematografica per gli stage della Federazione italiana dei cineclub (FEDIC). 
I suoi lavori sono prevalentemente improntati su temi sociali. Ha raggiunto la notorietà nel circuito dei cortometraggi nel 2010 con In my prison, presentato come unico lavoro breve al Roma Fiction Fest (2010).
Nel 2013 presenta Margerita al 43° Giffoni Film Festival. Nel cast del nuovo lavoro che affronta la questione dell'integrazione, Moni Ovadia, Francesca Valtorta e un gruppo di rom non professionisti. Il film è entrato nella cinquina finalista dei Nastri d'argento 2014.
Il 14 febbraio 2018 il suo film Bismillah è stato premiato con il David di Donatello. 
Dal 2014 lavora in qualità di autore televisivo alla realizzazione di diversi programmi per le reti nazionali Rai e Mediaset.
Nel 2020 “Regina”, la sua opera prima che vede protagonisti Francesco Montanari e Ginevra Francesconi, è l’unico film italiano tra i dodici in concorso nella selezione ufficiale al 38° Torino Film Festival. Il film vince il Ciak d'oro Cult movie 2020 e il premio Graziella Bonacchi al premio cinematografico Nastro d'argento, dove viene anche candidato nella categoria miglior soggetto. A luglio 2021 ottiene la candidatura come miglior opera prima al 61º Premio Globo d'oro, rientrando nella terzina finalista.
Oggi insegna all'Accademia di Belle Arti di Catanzaro

## Libri
Nel 2009 ha pubblicato il volume La produzione del cinema italiano oggi, un saggio sul cinema italiano.

## Filmografia

### Lungometraggi
- Regina (2020)[1]

### Cortometraggi
- Fabietto rispondi (2006)
- Torno subito (2007)
- Io. Indifesi (2009)
- In my prison (2010)
- Margerita (2013)
- Bismillah (2018)

## Riconoscimenti
- 2013 – Ischia Film Festival
  - Miglior cortometraggio per Margerita
- 2019 – Sudestival
  - Premio Sudestival in corto per Bismillah
- 2018 – David di Donatello
  - Miglior cortometraggio per Bismillah
- 2014 – Nastro d'argento
  - Candidatura Miglior cortometraggio per Margerita
- 2021 – Nastro d'argento[2]
  - Candidatura a migliore soggetto – Regina
- 2021 – Globo d'Oro
  - Candidatura a miglior opera prima – Regina
- 2020 – Ciak d'Oro
  - Premio Cult Movie – Regina
- 2021 – Ciak d'Oro
  - Migliore opera prima – Regina[3]